# 景観緑三法
景観緑三法（けいかんみどりさんぽう）とは、景観法、景観法の施行に伴う関係法律の整備等に関する法律、都市緑地保全法等の一部を改正する法律の3つの法律を合わせた呼称。いずれも2004年（平成16年）6月18日に公布された。
景観の整備・保全の必要性について、地方公共団体に対して一定の強制力を付与することを目的としており、景観法の制定を中心とした関連法律の整備の要素が強い。
2004年（平成16年）12月17日に一部施行され、2005年（平成17年）6月1日に全面施行された。

## 景観緑三法により制定・改正された法律
- 景観法
- 景観法の施行に伴う関係法律の整備等に関する法律
  - 都市計画法
  - 建築基準法
  - 屋外広告物法
  - 都市開発資金の貸付けに関する法律
  - 幹線道路の沿道の整備に関する法律
  - 集落地域整備法
  - 都市の美観風致を維持するための樹木の保存に関する法律
  - 農業振興地域の整備に関する法律
  - 都市緑地法（旧都市緑地保全法）
  - 特定非常災害の被害者の権利利益の保全等を図るための特別措置に関する法律
  - 密集市街地における防災街区の整備の促進に関する法律
  - 鉱業等に係る土地利用の調整手続に関する法律
  - 自衛隊法
- 都市緑地保全法等の一部を改正する法律
  - 都市緑地保全法（都市緑地法に改称）
  - 都市公園法
  - 首都圏近郊緑地保全法
  - 近畿圏の保全区域の整備に関する法律
  - 都市計画法